# Jorge de Sena
Œuvres principales
- Signes de feu (Roman autobiographique) (1979)

Jorge Cândido de Sena (né à Lisbonne le 2 novembre 1919 - mort à Santa Barbara, Californie, le 4 juin 1978) est un écrivain portugais. Licencié en ingénierie civile, son opposition au régime de Salazar le force à l'exil au Brésil en 1959.
À la suite de la prise du pouvoir par les militaires au Brésil, il s'exile à nouveau aux États-Unis en 1965, où il devient professeur de littérature à l'Université de Santa Barbara jusqu'à sa mort en 1978.
Il est l'auteur d'un grand nombre d'œuvres, drames, essais et poésies. Son œuvre la plus connue est Signes de feu (Sinais de Fogo), un roman autobiographique paru de façon posthume en 1979, et adapté au cinéma en 1995 par Luís Filipe Rocha. 

## Œuvre
- Signes de feu [« Sinais de Fogo »]  (trad. Michelle Giudicelli), Paris, Albin Michel, coll. « Les Grandes traductions », 1986, 490 p. (ISBN 978-2-226-02817-4)
- Le Physicien prodigieux [« O Físico Prodigioso »]  (trad. du portugais par Michelle Giudicelli), Paris, Éditions Métailié, coll. « Bibliothèque portugaise », 1985 (réimpr. 2009), 124 p. (ISBN 978-2-86424-602-2)
- Les Grands Capitaines [« Os Grão-Capitães »]  (trad. du portugais par Michelle Giudicelli), Paris, Éditions Métailié, coll. « Bibliothèque portugaise », 1992 (réimpr. 2009), 212 p. (ISBN 978-2-86424-603-9)
- Au nom du diable [« Andanças do Demónio ; Novas Andanças do Demónio ; Antigas e Novas Andanças do Demónio »]  (trad. Michelle Giudicelli), Paris, Éditions Métailié, coll. « Bibliothèque portugaise », 1993, 298 p. (ISBN 978-2-86424-152-2)
- Peregrinatio ad loca infecta  (trad. Michelle Giudicelli), Chauvigny, France, Éditions L'Escampette, coll. « Classiques de la poésie portugaise », 1993, 131 p. (ISBN 978-2-909428-06-2)